# Fronte Nazionale di Liberazione dell'Angola
Il Fronte Nazionale di Liberazione dell'Angola (in lingua portoghese: Frente Nacional de Libertação de Angola, FNLA) è un partito politico angolano.

## Storia
In passato, il FNLA era stato un'organizzazione indipendentista nella lotta per l'indipendenza intrapresa contro il Portogallo sotto la leadership di Holden Roberto.
Dopo l'indipendenza, il FNLA si alleò con l'Unione Nazionale per l'Indipendenza Totale dell'Angola e combatté aspramente nella guerra civile contro il Movimento Popolare di Liberazione dell'Angola, di ispirazione filo-sovietica e marxista-leninista. Sconfitto dal MPLA nella battaglia di Quifangondo nel novembre 1975, il FNLA intraprese la guerriglia con il sostegno dello Zaire.
Dal 1992, anno delle prime elezioni multipartitiche (che hanno avuto luogo grazie agli accordi di Bicesse), il FNLA è diventato un vero e proprio partito politico. I risultati delle elezioni hanno visto il Fronte ottenere il 2,4% dei voti e 5 seggi su 227.

## Risultati elettorali
| Elezione          | Voti   | % | Seggi   |
| ----------------- | ------ | - | ------- |
| Parlamentari 2008 | 71.416 |   | 3 / 220 |
| Parlamentari 2012 | 65.163 |   | 2 / 220 |
| Parlamentari 2017 | 63.658 |   | 1 / 220 |
| Parlamentari 2022 | 66.337 |   | 2 / 220 |